# 국제 첩보국
《국제 첩보국》(The Ipcress File)은 영국에서 제작된 시드니 J. 퓨리 감독의 1965년 범죄, 드라마, 미스터리, 스릴러 영화이다. 이 영화는 1962년 소설 The IPCRESS File에 바탕을 두고 있다. 마이클 케인 등이 주연으로 출연하였고 해리 샐츠먼 등이 제작에 참여하였다.

## 출연

### 주연
- 마이클 케인
- 나이젤 그린

### 조연
- 가이 돌먼
- 수 로이드
- 고든 잭슨
- 오브리 리처즈
- 프랭크 개틀리프
- 토머스 뱁티스트

## 기타
- 협력프로듀서: 로널드 킨노치
- 미술: 켄 애덤
- 배역: 웨스톤 드러리 주니어